# Mallosia
Mallosia – rodzaj chrząszczy z rodziny kózkowatych i podrodziny zgrzypikowych.

## Zasięg występowania
Przedstawiciele tego rodzaju występują w Azji Południowo-Zachodniej oraz na południu Półwyspu Bałkańskiego.

## Systematyka
Do Mallosia należy 16 gatunków i 6 podrodzajów:
- Podrodzaj: Anatolomallosia Özdikmen & Aytar, 2012
  - Mallosia nonnigra
- Podrodzaj: Eumallosia Danilevsky, 1990
  - Mallosia armeniaca
  - Mallosia brevipes
  - Mallosia costata
  - Mallosia gobustanica
  - Mallosia herminae
  - Mallosia imperatrix
- Podrodzaj: Eusemnosia Özdikmen & Aytar, 2012
  - Mallosia interrupta
  - Mallosia mirabilis
  - Mallosia tristis
- Podrodzaj: Mallosia Mulsant, 1862
  - Mallosia graeca
- Podrodzaj: Semnosia Daniel, 1904
  - Mallosia baiocchii
  - Mallosia galinae
  - Mallosia scovitzii
- Podrodzaj: Submallosia Özdikmen & Aytar, 2012
  - Mallosia jakowlewi
  - Mallosia tamashaczi